# Middlesex (Jamaica)

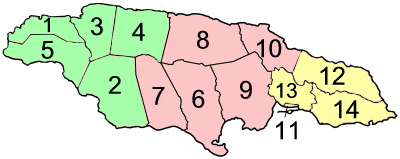
Condado de Middlesex em rosa

Middlesex é um dos três condados históricos da Jamaica, está localizado no centro do país. O condado inclui a cidade de Spanish Town.
Middlesex está subdividida nas seguintes paróquias:
| Nº                   | Paróquia         | Área (km²) | População (censo 2001) | Capital         |
| -------------------- | ---------------- | ---------- | ---------------------- | --------------- |
| Condado de Middlesex |                  |            |                        |                 |
| 6                    | Clarendon        | 1 196,3    | 237 024                | May Pen         |
| 7                    | Manchester       | 830,1      | 185 801                | Mandeville      |
| 8                    | Saint Ann        | 1 212,6    | 166 762                | Saint Ann's Bay |
| 9                    | Saint Catherine  | 1 192,4    | 482 308                | Spanish Town    |
| 10                   | Saint Mary       | 610,5      | 111 466                | Port Maria      |
|                      | Total do Condado | 5 041,9    | 1 183 361              |                 |
|                      | Total da Jamaica | 10 990,5   | 2 607 631              |                 |